# 军事占领
军事佔领，亦稱佔領（Occupation），是指一國的领土的治权在戰爭中暫時转移到敵軍的情形。
軍事佔領是一種暫時的管理，在现代国际法下，無論持續多久都不能獲得佔領地的領土主權（参见保持佔有）:322。历史上军事占领的案例有拿破崙戰爭結束後反法同盟对法蘭西第一帝國的军事占领、二戰結束後同盟国对纳粹德国的军事占领、二戰結束後美国对大日本帝国、伊拉克戰爭結束後伊拉克等国的军事占领。

## 概論
當人們聽到「佔領」，或者確切地說是「軍事佔領」，在誤解或片面理解的情況下經常產生一些不好的聯想，例如和「侵略」、「奴役」等負面行為聯繫在一起。誠然，在國家主權理論產生之前，國家被認為是封建君主的私有財產，國家領土可以作為禮物隨時贈予他人，也可以任意買賣和分割，因此當時有一條通則認為：「只要通過佔領就立即導致主權的變更」。
但自從1648年之後，國家主權原則開始確立，領土作為國家的重要組成部分，其完整性不可侵犯，藉由戰爭手段佔領他國領土進而予以吞併的行為不再得到國際法的認可。於是軍事佔領逐漸成為一種臨時性行為，而並不導致被佔領土主權的轉移。一個國家即使全部領土都被敵人佔領，其作為一個法律實體也依然存在。概括地說，被佔領土的政治地位不會因為軍事佔領而發生改變。
此外，戰爭法的形成和發展也對軍事佔領產生了莫大影響。從前，交戰國佔領的敵國領土在各方面都被看作該交戰國的財產，因此該交戰國對該地區及其居民可以為所欲為。它可以任意破壞該地區，沒收該地區的一切公私財產，殺害居民，或擄走他們，或強迫他們宣誓效忠，在它的軍隊中服務，向他們的合法君主作戰，甚至在戰爭勝負未分和佔領尚未確定之前，它就可以處份佔領的領土、將該領土割讓給第三國。這在當時是無可置疑的:320–321。在歐洲三十年戰爭期間，開始出現對戰爭加以限制的主張，因為如果沒有任何限制，戰爭很容易演變成毀滅性的暴行。之所以出現這種主張，是因為人們逐漸認識到，戰爭本身不是目的，而是一種實現政治目的或政策的手段。既然如此，只要能實現預期目的，就沒有必要給敵國的個人或財產帶來額外的痛苦或損害，因此必須對作戰的方法和手段有所限制。在這種理念下，取得敵國領土實際控制權的佔領國不再是征服者或奴役者，而是被視為該領土在佔領期間的臨時管理者，它有責任恢復和保證被佔領土的安全和秩序以及保證被佔領土內居民生活的必要條件。

## 军事占领与战争法
有關軍事佔領概念的界定主要規定在1907年《海牙第四公約》和1949年《日內瓦第四公約》中。
长期以来，为给予在敌方军事占领之下的人民以某些保护，战争法中与敌对方占领的习惯法中有着相应内容。下面列出的是1907年的《海牙公约》规定以及补充的相关条文。特别是1907年10月18日发布的“陆上战争的法律以及惯例”（《海牙公约》第四章）的“第三节敌对国领土上的军事当局”。这一节中的前两条规定：
第42条
領土如實際上被置於敵軍當局的權力之下，即被視為被佔領的領土。
佔領只適用於該當局建立並行使其權力的地域。
第43条
當原來具有正當性政府的權力，事實上交給佔領者手中時，除非被情況所制止，後者必須盡全力恢復和保證該地區的公共秩序與安全，同時遵守該地區已生效的法律。
1949年这些法律中有关占领敌国领土的部分通过继承日内瓦第四公约（GCIV）而得到扩充。日内瓦第四公约中大部分与占领区的受保护人员有关，第三编占领地这一节对这个问题进行了专门规定。
第六条限定了日内瓦第四公约大部分所适用的时间范围：
本公约应于第二条所述之任何冲突或占领开始时适用。
在冲突各方之领土内，本公约之适用，于军事行动全面结束时应即停止。
本公约在占领地内之适用，于军事行动全面结束后一年应即停止；惟占领国于占领期间在该国于占领地内行使政府职权之限度内，应受本公约下列各条规定之拘束：第一至十二、二十七、二十九至三十四、四十七、四十九、五十一、五十二、五十三、五十九、六十一至七十七、一百四十三条。
日内瓦第四公约强调了国际法中的一个重要改变。《联合国宪章》（1945年6月26日）禁止了侵略战争（参见条目1.1、2.3、2.4），日内瓦第四公约第四十七条，即第三编占领地的第一段，以下列条文限定了能够通过战争获得的领土：
本公约所赋予在占领地内之被保护人之各项利益，均不得因占领领土之结果引起该地制度或政府之变更，或因被占领地当局与占领国所订立之协定，或因占领国兼并占领地之全部或一部，而在任何情况下或依任何方式加以剥夺。
第四十九条禁止了强制大规模人口迁出或迁入占领国之领土：
凡自占领地将被保护人个别或集体强制移送及驱逐往占领国之领土或任何其他被占领或未被占领之国家之领土，不论其动机如何，均所禁止。……占领国不得将其本国平民之一部分驱逐或移送至其所占领之领土。
第一附加议定书（1977年）：“1949年8月12日日内瓦公约的附加议定书以及与国际武装冲突之难民保护相关部分”对军事占领有着附加条款，但是包括美国在内的很多国家并未签署这一附加议定书。 
在因战争结果而造成的领土割让情况下，在和平协定中“接收国”的规定仅仅意味着主权未定国家由国际社会授权在其领土上建立一个文官政府。主要占领军的军事政府直至被合法的取代之前，将适时地持续存在到在和平协定开始发生效力之前。
威廉·E·伯克海姆在《军事政府与军事法》1914年第三版中谈到，“军事政府在被合法的取代之前持续存在”是惯例。

## 军事占领的例子

目前的军事占领区

在大多数战争中都有一些领土置于敌军控制之下。军事占领大多在敌对状态终止时同时解除。在某些情况下，占领区被归还，而在其他情况下仍在占领国实际控制之下但通常都不是军事占领区。

### 有争议的占领
以下為一些被认为是军事占领的例子，但是这种状态被某一方质疑。
- 纳戈尔诺-卡拉巴赫 — 被亚美尼亚和其支持的阿尔察赫占领，国际视其为阿塞拜疆领土。[9]
- 俄罗斯占领的格鲁吉亚领土 — 南奥塞梯与阿布哈兹地区。俄国及仆从国称之为“独立国家”，国际上视为被俄国暂时占领的格鲁吉亚领土。
- 台灣及澎湖 — 1955年英國外相安东尼·艾登在接受国会质询时表示台灣、澎湖是“同盟國分配由中華民國佔領”[10]，美國国务院也在1950年发布的报告中表示中華民國自1945年開始佔領台灣、澎湖[11]。
- 戈兰高地 — 以色列在1967年中从叙利亚手中占领，「事实上」被以色列于1981年吞并，不被叙利亚政府和联合国承认。
- 加沙地带[12][13] — 在1948年由埃及占领（在1956年苏伊士运河危机中以色列占领4个月），1967年由以色列占领。
  - 2005年以色列单方面提出脱离计划，撤出了定居者以及地面部队，但是几个国际组织对加沙地带是否被占领这个问题上仍有争议。
- 约旦河西岸[14] — 在第一次中东战争中由约旦占领并于1950年被吞并，1967年被以色列占领。
  - 约旦于1988年在巴勒斯坦解放组织发表声明，做出主权让渡。
  - 东耶路撒冷在1967年被以色列吞并（1980年在以色列《基本法》中规定并入以色列），但是联合国与欧盟表示不承认吞并。
- 西撒哈拉 — 摩洛哥（视为其领土）与波利萨里奥阵线主导的阿拉伯撒哈拉民主共和國对此地区存在争议，后者认为该地区处于被占领状态。
- 南千岛群岛：国后岛、择捉岛、齿舞群岛、色丹岛 — 1945年被苏联吞并（苏联及俄罗斯联邦方面表示在问题上没有商谈的余地）。
- 克什米爾 — 部分由巴基斯坦控制，部分由中华人民共和国控制、部分由印度控制，巴基斯坦、中华人民共和国与印度方面都声称对其部分或者全部拥有主权。
- 塞浦路斯：岛屿北部1974年土耳其入侵塞浦路斯之后被北塞浦路斯土耳其共和国占领（参见塞浦路斯问题）。[15]
- 车臣：在第二次车臣战争中被俄罗斯吞并，被乌克兰视为遭俄国占领的主权国家[16][17]。
- 烏克蘭四州：俄烏戰爭中被俄羅斯軍事佔領的烏克蘭四州

## 延伸阅读
- David Kretzmer, Occupation of Justice: The Supreme Court of Israel and the Occupied Territories, State University of New York Press, April, 2002, trade paperback, 262 pages, ISBN 0-7914-5338-3; hardcover, July, 2002, ISBN 0-7914-5337-5
- Sander D. Dikker Hupkes, What Constitutes Occupation? Israel as the occupying power in the Gaza Strip after the Disengagement, Leiden: Jongbloed 2008, 110 pages, ISBN 9789070062453 Openacces
- Belligerent Occupation （页面存档备份，存于）
- The Law of Belligerent Occupation Michal N. Schmitt (regarding occupation of Iraq)

## 信息来源
原文引自英語版條目Military occupation （页面存档备份，存于）。